# You Make Me Sick
"You Make Me Sick" este un cântec al cântăreței americane P!nk. A fost scris de Brainz Dimilo, Anthony President, și Mark Tabb pentru albumul ei de debut Can't Take Me Home din 2000, în timp ce producția a fost asigurată de Dimilo, President și Babyface.

Cântecul acesta R&B contemporan a fost lansat ca al treilea și ultimul single de pe albumul ei. Conform graficului, cântecul a ajuns la numărul treizeci și trei în US Billboard Hot 100 și pe locul nouă în topul UK Singles Chart. Videoclip-ul pentru "You Make Me Sick", a fost filmat la sfârșitul anului 2000 și regizat de Dave Meyers, un regizor cu care P!nk a mai colaborat în trecut pentru primele două videoclipuri muzicale de pe albumul ei Can't Take Me Home (There You Go și Most Girls)